# Alexander Schneer

Alexander Schneer. Fotografie von Johann Jacob Steinberger 1849

Theodor Martin Alexander Schneer (* 19. August 1814 in Kalisch; † 26. November 1855 in Ohlau) war ein deutscher Jurist und Politiker.

## Leben
Schneer studierte von 1833 bis 1835 Rechts- und Kameralwissenschaften an den Universitäten Königliche Universität zu Breslau und Friedrich-Wilhelms-Universität zu Berlin. Danach war er Regierungsreferendar in Breslau, seit 1849 in Königsberg. Seit den 1840er Jahren war er Mitarbeiter mehrerer Zeitungen und Zeitschriften. Von 1851 bis 1855 leitete er eine chemische Fabrik in Ohlau.
Vom 14. Juli 1848 bis 20. Mai 1849 war Schneer für den Wahlkreis der Provinz Schlesien in Nimptsch Mitglied der Frankfurter Nationalversammlung in den Fraktionen Casino und später Landsberg. Er wählte Friedrich Wilhelm IV. zum deutschen Kaiser.
1849 gehörte er dem Gothaer Nachparlament an.

## Werke
- Ueber die Noth der Leinen-Arbeiter in Schlesien und die Mittel ihr abzuhelfen. Ein Bericht an das Comité des Vereins zur Abhilfe der Noth unter den Webern und Spinnern in Schlesien, unter Benutzung der amtlichen Quellen des Königl. Ober-Präsidii und des Königl. Provincial-Steuer-Directorats von Schlesien ec. erstattet von Alexander Schneer. Veit, Berlin 1844. HathiTrust
- Die Dismembrationsfrage mit Benutzung der amtliche Quellen der Königlich Preußischen Ministerii des Innern erörtert. Winter, Heidelberg 1845,  Heinrich-Heine-Universität
- Ueber die Zustände der arbeitenden Klassen in Breslau mit Benutzung der amtl. Quellen des Königl. Polizei-Präsidii und des Magistrats. Trautwein, Berlin 1845.
- Das Reglement vom 9. April 1847 über den Geschäftsgang bei dem Vereinigten Landtage. Eduard Trewendt, Breslau  1847. Digitalisat.
- Was verlangt der deutsche Landmann im gegenwärtigen Zeitpunkt? Eduard Trewendt, Breslau 1848. ÖNB
- Actenstücke betreffend die Differential-Zoll-Frage. F. Frommann, Jena 1848. Digitalisat
- Offene Antwort des schlesischen constitutionellen Central- und des vaterlandischen Vereins zu Breslau auf den von den Abgeordneten Nees von Esenbeck, Brill und Stein. Druck: Heinrich Richter, Breslau 1848. Baza Danych
- Ueber Wald-Dünger. Graß, Barth, Breslau 1855.